# Barbezieux-Saint-Hilaire
Barbezieux-Saint-Hilaire – miejscowość i gmina we Francji, w regionie Nowa Akwitania, w departamencie Charente.
Według danych na rok 1990 gminę zamieszkiwały 4774 osoby, a gęstość zaludnienia wynosiła 180 osób/km² (wśród 1467 gmin regionu Poitou-Charentes Barbezieux-Saint-Hilaire plasuje się na 39. miejscu pod względem liczby ludności, natomiast pod względem powierzchni na miejscu 222).